# Погатиха
Погатиха — село в составе Благовещенского сельсовета Воскресенского района Нижегородской области. В деревне имеется магазин, медпункт, почта (закрыта с 2017 года), клуб.

## Расположение
Погатиха находится в 130 км от Нижнего Новгорода, в 8 км от реки Ветлуги, в 10 км от автотрассы Н. Новгород—Киров.

## Население
| 1999 | 2002 | 2010 |
| ---- | ---- | ---- |
| 65   | ↘62  | ↘47  |

## История
Деревня Погатиха деревня Благовещенской волости Варнавинского уезда Костромской губернии в 1816 году — имение помещика, действительного статского советника и Кавалера[какого?][чего?] Михаила Ивановича Бровина (умер в 1834 году). С 1850 года — вотчина помещика, коллежского советника Михаила Матвеевича Поливанова (с 1857 года — Статский советник).
С 1922 года — деревня Благовещенской волости Варнавинского уезда Нижегородской губернии.
С 1924 года — деревня Воскресенской волости Варнавинского уезда Нижегородской губернии.
С 1961 года — деревня Благовещенского сельсовета Воскресенского района Нижегородской области.

## Образование
МОУ «Погатихинская основная общеобразовательная школа», директор — Владимир Васильевич Голубев. Школа закрыта в 2010 году.

## Достопримечательности
Деревянная Смоленская церковь (в честь Смоленской иконы Божией Матери) построена в 1910 году на деньги Николая II, строителя и землевладельца Ивана Полиэктовича Лихачева и других благотворителей. Церковь освящена 18 декабря 1911 года. В 100 саженей от церкви построено кладбище, обнесённое деревянным забором. Разрушена в начале 1960-х годов, на месте церкви построен сельский клуб.
В деревне имеется монумент павшим в Великой Отечественной войне с надписью «ВЕЧНАЯ СЛАВА ВОЙНАМ, ПОГИБШИМ ЗА СВОБОДУ И НЕЗАВИСИМОСТЬ НАШЕЙ РОДИНЫ 1941-1945». На плитах монумента перечислены жители деревень Погатиха, Гришенино, Семеново, Шишкино, Пустынь, Красное, Пузеево и Рогово, погибшие в Великой Отечественной войне.